# Трампарк
Трампа́рк (трамвайний парк) — народна назва житлового масиву на межі Центрально-Міського та Металургійного районів. На заході та півночі межує з Чорногоркою.
Складається з приватного сектора. Площа 15 га. Назва утворена від наявності трамвайного депо із середини 1930-х років.

## Інфраструктура
На території Трампарку розташований один із корпусів Донецького національного університету економіки і торгівлі (ДонНУЕТ).
Також є змішаний ринок «Трампарк». Він виник на місці стихійного в 1994 р. на вул. Каховській. Площа 2,7 км². Має 104 торгових місця, м'ясо-молочний павільйон.
Розташоване підприємство ПВП «Криворіжвибухпром», пожежна частина, дільниця МВС, диспетчерський пункт трамваю.
- Парк культури та відпочинку «Будівельник»
- Поліклініка «Будівельник»
- Церква Святих рівноапостольних Костянтина і Єлени
- «Народний дім»

## Транспорт
Перетин вулиць Каховської та Тбіліської (біля трамвайного депо) — крупна трамвайна розв'язка, де перетинаються маршрути трамваїв №  2, 3, 4, 5, 6, 7, 10, 11, 22, 25, 27.
Також тут проходять гібридні маршрути Криворізького метротраму 3М та 4М
По вулиці Каховській курсує тролейбус № 7. 
Здійснюють перевезення декілька маршрутних таксі.
Вулиця Каховська є однією із центральних артерій міста, якою проходять автомобілі, що звертають із Н11 на південь у напрямку Широкого, Інгульця, Високопілля, Великої Олександрівки, Каховки, Херсона.